# Calamagrostis epigejos
Calamagrostis epigejos é uma espécie de gramínea da família das poáceas (Poaceae), nativa da Eurásia e da África. Encontra-se desde locais de umidade média até pântanos salgados e habitats úmidos.